# Grand-Pin
Grand-Pin est une localité située à l'ouest de la Côte d'Ivoire, et appartenant au département de Bangolo, dans la Région des Montagnes. La localité de Grand-Pin est un chef-lieu de commune.